# مزبان (اسماعيلية)
مزبان (بالفارسية: مزبان) هي قرية وتقع في إيران في قسم إسماعيلية الريفي. يقدر عدد سكانها بـ 553 نسمة بحسب إحصاء 2016.